# Seebenstein
Seebenstein je obec v okrese Neunkirchen v rakouské spolkové zemi Dolní Rakousy.

## Geografie
Seebenstein se nachází na území Industrieviertelu, („Průmyslové čtvrti“) v Dolních Rakousích. Obec leží v údolí řeky Pitten (zvaném Pittental), v oblasti pahorkatiny východního cípu Dolních Rakous. Rozloha území obce je 9,09 km² a z té je 62,21 % plochy zalesněno. Obec je součástí přírodního parku Seebenstein-Türkensturz, chráněného od roku 1982.
Obec se skládá ze tří místních částí, z nichž první dvě jsou také katastrálním územím:
- Schiltern (527 obyvatel)
- Seebenstein (954 obyvatel)
- Sollgraben (2 obyvatelé)

## Historie
Ve starověku byla oblast osídlena převážně Kelty, kteří byli od počátku našeho letopočtu součástí římské provincie Noricum, rozchvácené v 5. století Avary a po nich Germány. V roce 1045 založil Gottfried z Welsu a Lambachu hrad Seebenstein, který již roku 1049 přešel do držení Formbacherů, roku 1170 zde měl sídlo Kdolz ze Seebensteinu a po střídání dalších majitelů ve 14. století patřil Lichtenštejnům, po třicetileté válce pánům z Pergenu. Obec se rozvíjela v podhradí jako zemědělská a řemeslnická osada.  
16. dubna 1972 postihlo území obce i širší okolí zemětřesení o síle 5,3 stupně, které mělo epicentrum ve Vídni. 

## Památky

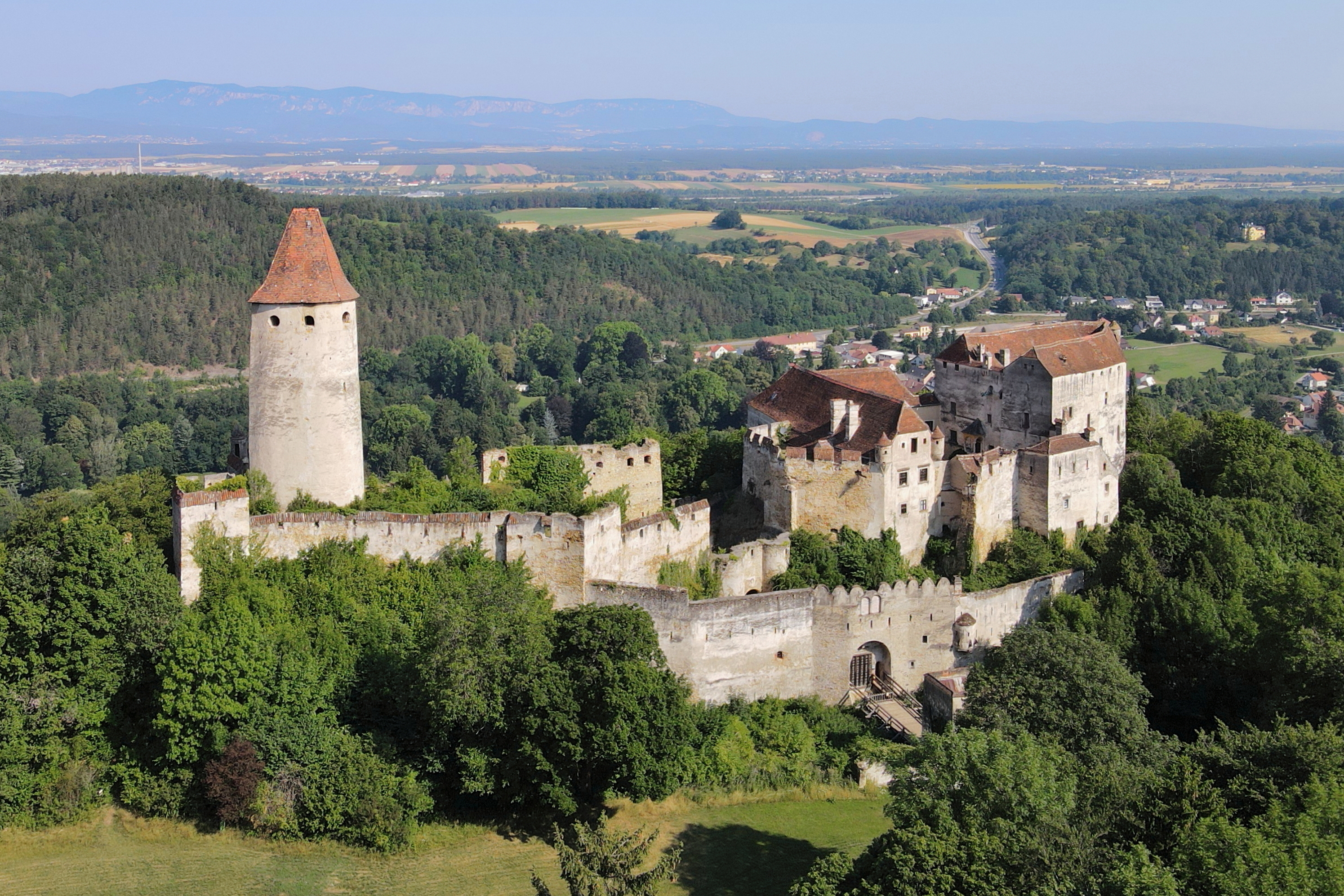
Hrad Seebenstein

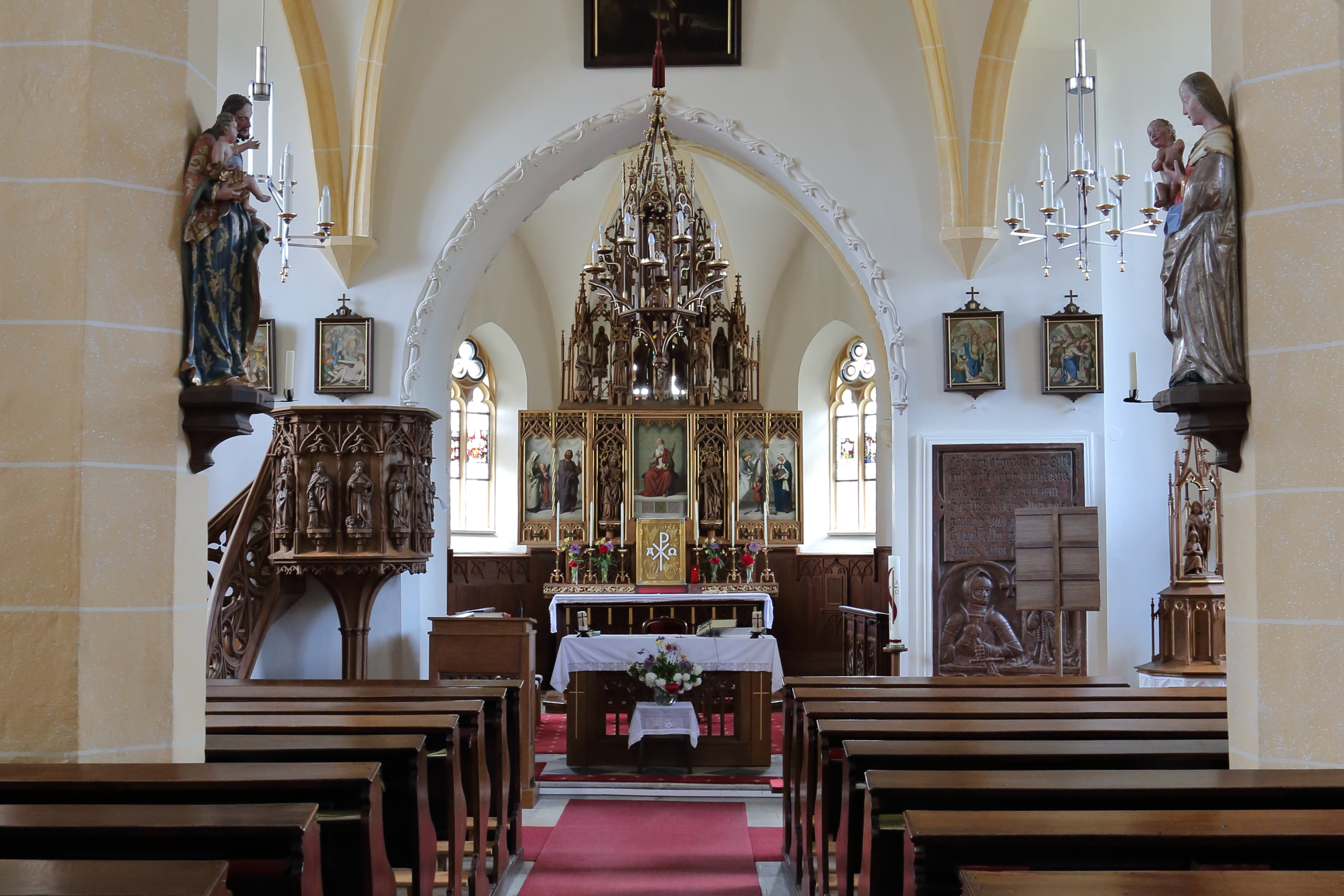
Interiér kostela sv. Ondřeje

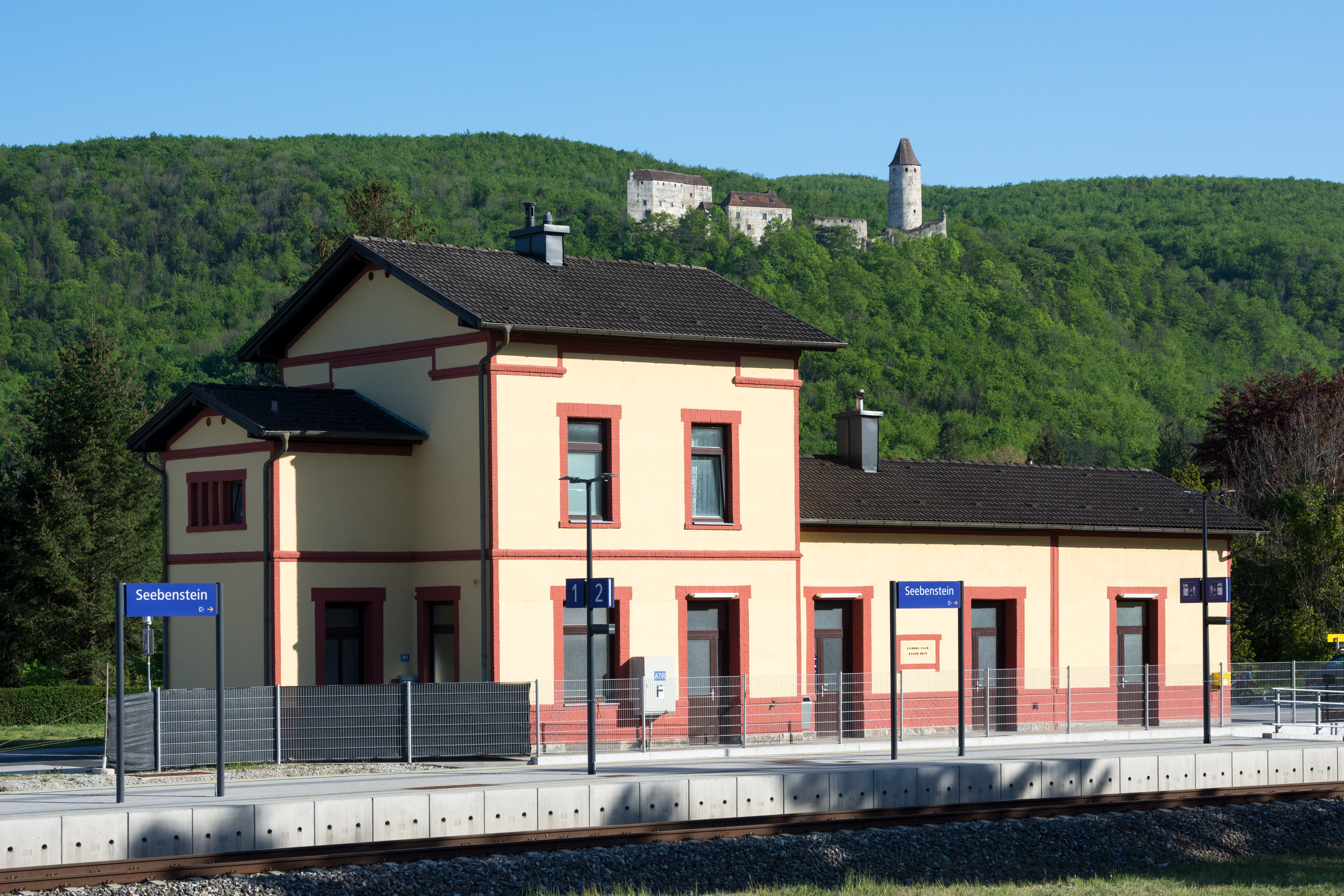
Nádraží

- Seebenstein (hrad) – hlavní umělecká památka a turistická atrakce obce
- římskokatolický kostel sv. Ondřeje –  stavba s vysokou věží a hřbitovem je dominantou obce; kostel byl založen asi roku 1290, k roku 1304 je poprvé zaznamenán písemně, 1438 byl farní, gotické síňové trojlodí má starší pětiboký závěr; od poloviny 17. století kostel vedli františkáni; architektura byla v letech 1849-1853 regotizovaná; vnitřní zařízení je jednotné novogotické, dřevořezby vytvořil vídeňský sochař Josef Angeler; do stěn vsazeny mramorové náhrobní desky s reliéfy (s rytířem datována 1428, další jsou renesanční a barokní). Na hřbitově se dochovaly hroby majitelů panství z rodu von Pergen.[1]
- Herminenheim – čtyřpodlažní objekt školy z poloviny 19. století, dříve dívčí penzionát sester třetího řádu sv. Františka
- zámecký park Seebenstein – založil jej Josef von Pergen kolem roku 1730 pod hradem na pravém břehu řeky Pitten, společn̟ě se zámečkem, mlýnem a rybníkem na ploše 40 hektarů . Zámeček v 19. století zanikl, anglický park má mnohé staleté stromy jako platany. Část je upravena pro rekreační účely, stojí zde 16 bungalovů, má koupaliště se skluzavkou a tzv. Robinsonovo hřiště. Trávníky udržuje stádo 1000 ovcí, které sem na pastvu přivážejí dvakrát ročně.[2]
- Vila Riehl v zámeckém parku – slouží jako seminární a ubytovací zařízení
- barokní kamenné sochy: svatý Jan Nepomucký; Svatá Tekla

## Hospodářství a infrastruktura
Při průzkumu v roce 1999 bylo zjištěno  23 zemědělských a lesnických pracovišť a v roce 2001 bylo 53 nezemědělských pracovišť.  Počet osob výdělečně činných v místě bydliště činil při sčítání lidu v roce 2001 549, to představuje 46,82 %.

## Politika
- Starostkou obce je v letech 2020-2024 paní Marion Wedl.[3].
- V zastupitelstvu obce je 19 křesel, po obecních volbách z roku 2020 rozděleno podle získaných mandátů takto:
- SPÖ 10
- ÖVP 7
- ostatní (FPÖ a BLS) po 1

## Doprava
Obec leží na železniční trati Vídeň – Vídeňské Nové město – Aspang staré privátní železnice Aspangbahn, otevřené roku 1881 a zestátněné až po roce 1945. Seebensteinské nádraží bylo postaveno mezi první již roku 1881 a společně s dalšími pěti na této trase je chráněnou památkou.